# Дильтей, Филипп Генрих
Филипп Генрих Дильтей (нем. Philipp Heinrich Dilthey; 8 октября 1723, Ширштайн, ныне в составе Висбадена — 12 ноября 1781, Санкт-Петербург) — первый профессор права в Московском университете, бывший в течение первых 10 лет единственным профессором юридического факультета университета.
Доктор права Венского университета и член Майнцской академии.
Двоюродный брат А. Бюшинга.

## Биография
Вырос в Тироле. Родным языком Дильтея был французский. Получил образование в Страсбургском, Инсбрукском и Венском университетах. В 1753 году защитил в Венском университете диссертацию «О завладении имением за давностью» («De usurpationibus et usucapionibus») на степень доктора права. Состоял некоторое время адвокатом консистории в Вене.
Рекомендован в Московский университет академиком Г. Ф. Миллером через посредничество А. Ф. Бюшинга, мужа сестры Дильтея. Зачислен в штат Московского университета куратором И. И. Шуваловым по контракту в качестве «профессора истории и прав», прибыл в Москву в конце сентября 1756 года. Дильтей начал чтение лекций (31.1.1756), открыв преподавание юридических наук в Московском университете речью «О нужде и пользе права» на латинском языке (до 1764 года — единственный профессор юридического факультета Московского университета).
Работу в Московском университете Дильтей продолжал почти до своей смерти, с перерывом в один год. Первоначально (в 1756) Дильтей начал читать лекции по естественному праву и всеобщей истории на французском языке; в 1757 году, на латинском языке — курсы естественного и народного права. В качестве приватных курсов читал публичное право Римской империи, феодальное право, русскую историю (1758). «Брал за частные уроки по 12 рублей в год с ученика за каждый предмет» и приобрёл собственный дом на Козьем болоте
В 1764 году куратор В. Е. Адодуров усмотрел непорядок в преподавании Дильтея и уволил его из университета, воспользовавшись истечением контракта. Однако Дильтей возбудил в Сенате процесс против Московского университета, обвиняя своих противников в «недозволении студентам учиться юриспруденции» и требуя возмещения убытков. С 1764 Дильтей находился в переписке с окружением императрицы Екатерины II, которой представил план организации народного образования в России. Процесс по делу Дильтея длился больше года и завершился (9.3.1766) его восстановлением в должности профессора по личному указанию Екатерины II. В дальнейшем, будучи профессором кафедры всеобщей юриспруденции юридического факультета, он предлагал своим студентам лекции по естественному, римскому, феодальному и государственному праву на четырёх языках (латыни, немецком, французском и итальянском), по их выбору. Во второй период своей деятельности он обратил внимание и на изучение русского права, согласно требованию университетского начальства, отстаивая в то же время важность философского знания права; знакомя слушателей с русским правом, не давал его цельной системы, а ограничивался прибавками к положениям римского и других прав. Состоял также инспектором университетской гимназии.
Основные труды:
- «Первые основания универсальной истории, с сокращённою хронологией, в пользу обучающегося российского дворянства» (1763)
- «Новое описание сферы, содержащее в себе толкование сферы, её кругов, движения звёзд, древних же и новых систем света с сокращённым изъяснением о употреблении глобусов и мер географических» (1763)
- «Детский атлас, или новый удобный и доказательный способ к учению географии» (1768—1778)[8]
- «Начальные основания вексельного права, а особливо российского купно и шведского, с прибавлением разных российских указов и с двумя диссертациями, к сему принадлежащим» (1769—1772)[9]
- «Исследование юридическое о принадлежащем для суда месте, о судебной власти, о должности судейской, о челобитной и доказательстве судебном с генеральным Регламентом с уставом главного магистрата и с инструкциями городских магистратов, словесного суда и гильдии» (1779)
- «О пользе знания судебных делопроизводств и их решений» (1780)

Ему принадлежит также ряд публичных речей: «О правах и преимуществах, от торжественного коронования происходящих», «О различии истинной и точной юриспруденции от ложной», «О предоставлении конкурса вексельных кредиторов и векселей одним только купцам» и т. д.